# Esecuzione di prigionieri di guerra tedeschi a Fort Leavenworth
L'esecuzione di prigionieri di guerra tedeschi a Fort Leavenworth avvenne nell'estate del 1945 contro quattordici militari, condannati a morte per aver ucciso tre loro commilitoni.

## Fatti
Wilhelm Johann Kunze era un Gefreiter dell'Afrika Korps. Catturato il 13 maggio 1943 ad Annaba, fu internato al Tonkawa Camp in Oklahoma. Kunze desiderava rimanere negli Stati Uniti d'America anche dopo la guerra, così iniziò a passare informazioni agli americani quando si recava dal medico. Il 4 novembre 1943 Kunze trovò un altro medico, però gli passò lo stesso le sue annotazioni in tedesco. Il nuovo medico non conosceva la lingua tedesca e non era nemmeno s conoscenza del ruolo di Kunze, così diede a un altro soldato per ridarlo indietro a Kunze. Le annotazioni di Kunze furono lette, così i prigionieri tedeschi capirono che era una spia. Walter Beyer, un ardente nazista, formò una sorta di corte marziale improvvisata che decretò la condanna morte per Kunze. Kunze fu massacrato fino alla morte. Vennero individuati i cinque responsabili, Walter Beyer, Berthold Seidel, Hans Demme, Hans Schomer e Willi Scholz.
Anche Horst Günther era un Gefreiter dell'Afrika Korps, catturato il 9 maggio 1943 e portato a Camp Aiken, nella Carolina del sud. Sospettato di collaborare con gli americani, Horst Günther venne strangolato da due compagni, Erich Gauss e Rudolf Straub. Gauss e Straub fecero appendere il corpo di Günther su un albero in modo da far apparire un suicidio.
Werner Dreschler era un membro dell'U-Boot 118. Dopo essere stato catturato nel 1943 al largo delle Azzorre, Dreschler collaborò con entusiasmo con gli americani perché il padre era un dissidente politico ed imprigionato nei campi di concentramento. L'intelligence della Us Navy reclutò Dreschler come spia. Fu inviato a Fort Meade, in Maryland, insieme ad altri marinai della Kriegmarine. Dreschler fece facilmente amicizia con gli altri prigionieri d guerra tedeschi, passò le informazioni sulla tecnologia dei sottomarini tedeschi agli americani. Il 12 marzo 1944 Dreschler fu inviato in un altro campo a Papago Park, in Arizona. In Arizona c'erano i suoi commilitoni dello U-118, i quali erano a conoscenza dell'attività di Dreschler. La notizia si diffuse rapidamente nel campo e poche ore dopo il suo arrivo, si formò una corte marziale contro Dreschler. Dreschler fu dapprima massacrato e poi impiccato nella stanza delle docce. Sette furono i responsabili, Helmut Carl Fischer, Fritz Franke, Gunther Kulsen, Heinrich Ludwig, Bernhard Reyak, Otto Stengel e Rolf Wizuy.
I quattordici militari tedeschi furono giudicati dalle autorità militari statunitensi nel 1944. Uno dei procuratori di questo caso era Leon Jaworski.  Una volta condannati a morte, vennero trasferiti a Fort Leavenworth. Le esecuzioni furono volutamente ritardate alla fine delle ostilità in modo da evitare possibili ritorsioni tedesche verso i militari alleati.
Harry Truman rifiutò di concedere la grazia per varie ragioni politiche, il mondo intero si era inorridito alla scoperta dei campi di concentramento nazisti ed era difficile mostrare pietà verso i tedeschi. Inoltre gli Stati Uniti erano ancora in guerra contro il Giappone. I quattordici tedeschi furono impiccati tra i mesi di luglio e agosto del 1945. Le impiccagioni si eseguirono in un vano ascensore, convertito temporaneamente a patibolo. I quattordici sono sepolti nel cimitero di Fort Leavenworth.

## Lista
| Persona giustiziata | Età | Data esecuzione | Crimine                        | Presidente in carica |
| ------------------- | --- | --------------- | ------------------------------ | -------------------- |
| Walter Beyer        | 32  | 10 luglio 1945  | Assassinio di Johannes Kunze   | Harry S. Truman      |
| Hans Demme          | 23  | 10 luglio 1945  | Assassinio di Johannes Kunze   | Harry S. Truman      |
| Hans Schomer        | 27  | 10 luglio 1945  | Assassinio di Johannes Kunze   | Harry S. Truman      |
| Willie Scholz       | 22  | 10 luglio 1945  | Assassinio di Johannes Kunze   | Harry S. Truman      |
| Berthold Seidel     | 30  | 10 luglio 1945  | Assassinio di Johannes Kunze   | Harry S. Truman      |
| Erich Gauss         | 32  | 14 luglio 1945  | Assassinio di Horst Günther    | Harry S. Truman      |
| Rudolph Straub      | 39  | 14 luglio 1945  | Assassinio di Horst Günther    | Harry S. Truman      |
| Helmut Fischer      | 22  | 25 agosto 1945  | Assassinio di Werner Drechsler | Harry S. Truman      |
| Fritz Franke        | 21  | 25 agosto 1945  | Assassinio di Werner Drechsler | Harry S. Truman      |
| Günter Külsen       | 22  | 25 agosto 1945  | Assassinio di Werner Drechsler | Harry S. Truman      |
| Heinrich Ludwig     | 25  | 25 agosto 1945  | Assassinio di Werner Drechsler | Harry S. Truman      |
| Bernhard Reyak      | 21  | 25 agosto 1945  | Assassinio di Werner Drechsler | Harry S. Truman      |
| Otto Stengel        | 26  | 25 agosto 1945  | Assassinio di Werner Drechsler | Harry S. Truman      |
| Rolf Wizuy          | 23  | 25 agosto 1945  | Assassinio di Werner Drechsler | Harry S. Truman      |